# Удержание
Удержа́ние — один из видов обеспечения обязательств, состоящий в том, что кредитор правомерно удерживает у себя ту вещь, которая принадлежит должнику или подлежит передаче третьему лицу по указанию должника, пока и поскольку в срок не исполнено должником кредиторское требование по оплате такой вещи или издержек, связанных с этой вещью и других убытков. Согласно специальному правилу ГК РФ обращение взыскания на такую вещь производится так же, как если бы она находилось в залоге. Именно из-за последнего свойства удержание должно быть отнесено к обеспечениям обязательств.
Как видно из самого определения удержания, оно не требует никакого специального соглашения или документального оформления. Поведение кредитора, который удерживает у себя имущество, пассивно, а его право по отношению к должнику в данном случае состоит в том, что он вправе отказываться как передать имущество как должнику, так и третьему лицу по указанию должника.
В ГК РСФСР такое обеспечение как удержание отсутствовало, а потому само удержание оказывалось в правовом отношении неопределённым. Если кредитор на свой страх и риск распоряжался находящимся у него имуществом должника, то он рисковал получить от должника или третьего лица иск, связанный с убытками как должника, так и третьего лица, поскольку такое поведение кредитора правомерным прямо не признавалось. В современном законодательстве России указанная неопределённость снята.

## Официальное толкование

### Правовые акты РФ
- Ст. 359, ст. 360 Гражданского кодекса РФ.